# Clifford D. Simak
Clifford Donald Simak (ur. 3 sierpnia 1904 w Millville w stanie Wisconsin, zm. 25 kwietnia 1988 w Minneapolis w stanie Minnesota) – amerykański pisarz fantastyki naukowej i fantasy, wielokrotny zdobywca nagród Hugo i Nebula, a również Damon Knight Memorial Grand Master Award w 1976. Był studentem University of Wisconsin, potem pracował w zawodzie dziennikarza.

### Powieści
- Stwórca (The Creator), 1946
- Cosmic Engineers, 1950
- Empire, 1951
- W pułapce czasu (Time and Again), 1951, wyd. polskie: Amber 1993
- Miasto (City), 1952, wyd. polskie: Amber 1991
- Pierścień wokół słońca (Ring Around the Sun), 1953, wyd. polskie: Alfa 1998
- Czas jest najprostszą rzeczą(inne języki) (Time is the Simplest Thing), 1961, wyd. polskie: Amber 1993
- The Trouble With Tycho, 1961
- Transakcja (They Walked Like Men), 1962, wyd. polskie: Phantom Press 1993
- Stacja tranzytowa (Way Station), 1963, wyd. polskie: Phantom Press 1993
- Z kwiecia powstaniesz (All Flesh Is Grass), 1965, wyd. polskie: Alfa 1995
- Why Call them Back From Heaven? , 1967
- Zasada wilkołaka (The Werewolf Principle), 1967, wyd. polskie: Phantom Press 1993
- Rezerwat goblinów (The Goblin Reservation), 1968, wyd. polskie: Alfa 1992
- Out of Their Minds, 1970
- Destiny Doll, 1971
- A Choice of Gods, 1972
- Cmentarna planeta (Cemetery World), 1973, wyd. polskie: Amber 1994
- Dzieci naszych dzieci (Our Children's Children), 1974, wyd. polskie: Phantom Press 1992
- Czarodziejska pielgrzymka (Enchanted Pilgramage), 1975, wyd. polskie: Phantom Press 1993
- Shakespeare's Planet, 1976
- A Heritage of Stars, 1977
- Bractwo talizmanu (The Fellowship of the Talisman), 1978, wyd. polskie: Galaktyka Gutenberga 2013
- Mastodonia, 1978, wyd. polskie: Phantom Press 1993
- The Visitors, 1980
- Projekt Papież (Project Pope), 1981, wyd. polskie: Alfa 1997
- Tam, gdzie mieszka zły (Where the Evil Dwells), 1982, wyd. polskie: Alfa 1994
- Special Deliverance, 1982
- Highway of Eternity, 1986